# Way Jambu
Way Jambu is een bestuurslaag in het regentschap Lampung Barat van de provincie Lampung, Indonesië. Way Jambu telt 1437 inwoners (volkstelling 2010).